# Jan Zwaan
Jan Marcus Zwaan (Amsterdam, 25 augustus 1925 - Tenerife, 21 september 2007) was een Nederlandse atleet, die zich had toegelegd op de 110 m horden. Op dit nummer werd hij in de 20e eeuw enkele malen Nederlands kampioen en nam hij deel aan de Olympische Spelen van 1948 in Londen, evenals sprinter Jo Zwaan, zijn drie jaar oudere broer.

## Loopbaan
Jan Zwaan werd na de Tweede Wereldoorlog in 1946 de eerste nationale kampioen op de 110 m horden, aangezien er in 1945 in het pas bevrijde, maar ernstig verzwakte Nederland geen nationale kampioenschappen werden verwerkt. Hij herhaalde deze prestatie in 1947 en 1948, waarbij hij in het laatste jaar van zijn trilogie zijn persoonlijk record van 14,9 s uit 1947 evenaarde (ter vergelijking: het Nederlandse record stond toen op 14,6 en was sinds 1938 in handen van meerkamper Jan Brasser). Het lag dus voor de hand dat Zwaan in dat jaar ook deel uitmaakte van de 22-koppige Nederlandse afvaardiging naar de Spelen in Londen. Daar werd hij op de 110 m horden in de 4e serie van de eliminaties vierde in 15,3 en was hiermee uitgeschakeld.
Jan Zwaan, in het dagelijks leven kantoorbediende, was lid van de Amsterdamse atletiekvereniging AAC.

## Nederlandse kampioenschappen
| Onderdeel    | Jaar             |
| ------------ | ---------------- |
| 110 m horden | 1946, 1947, 1948 |

## Persoonlijke records
| Onderdeel    | Prestatie | Jaar |
| ------------ | --------- | ---- |
| 110 m horden | 14,9 s    | 1947 |
| 200 m horden | 24,5 s    | 1947 |
| hoogspringen | 1,85 m    | 1947 |